# Wolf Vostell
Wolf Vostell (født 14. oktober 1932 i Leverkusen, død 3. april 1998 i Berlin) var en tysk maler og skulptør.

## Galleri
- Two Concrete-Cadillacs in form of the Nude Maja.  1987 Berlín.
- Stationary traffic.  1969 Köln.
- VOAEX.  1976 Malpartida.
- Skulptur i Malpartida.
- Wolf Vostells grav i Madrid.